# Ganties
Ganties is een gemeente in het Franse departement Haute-Garonne (regio Occitanie) en telt 244 inwoners (1999). De plaats maakt deel uit van het arrondissement Saint-Gaudens.

## Geografie
De oppervlakte van Ganties bedraagt 11,8 km², de bevolkingsdichtheid is 20,7 inwoners per km².
De onderstaande kaart toont de ligging van Ganties met de belangrijkste infrastructuur en aangrenzende gemeenten.

## Demografie
Onderstaande figuur toont het verloop van het inwonertal (bron: INSEE-tellingen).